# Henri Poincaré (sommergibile)
L'Henri Poincaré è stato un sommergibile della Marine nationale, appartenente alla classe Redoutable.

## Storia
Completato nel 1931 a Lorient per la Marine nationale con il nome di Heinri Poincaré, faceva parte della classe Redoutable.
Il 27 novembre 1942, l'equipaggio lo sabotò a Tolone nel corso del famoso autoaffondamento della flotta francese per sottrarla alla cattura nell'Operazione Anton, ma, a differenza della maggior parte delle unità, risultò ancora in discreto stato; fu assegnato alla Regia Marina, denominato FR 118 e rimorchiato a Genova per essere rimesso in efficienza.
All'armistizio i lavori non erano ancora terminati ed il sommergibile cadde così in mano tedesca, venendo successivamente affondato nel corso del settembre 1943.